# La Petite Maison dans la prairie (roman)
Pour les articles homonymes, voir La Petite Maison dans la prairie (homonymie).
La Petite Maison dans la prairie (titre original : Little House on the Prairie) est le troisième tome du roman autobiographique La Petite Maison dans la prairie, écrit en 1935 par l'américaine Laura Ingalls Wilder.
L'intégralité de ce tome a été reprise dans l'épisode pilote du feuilleton télévisé La Petite Maison dans la prairie.

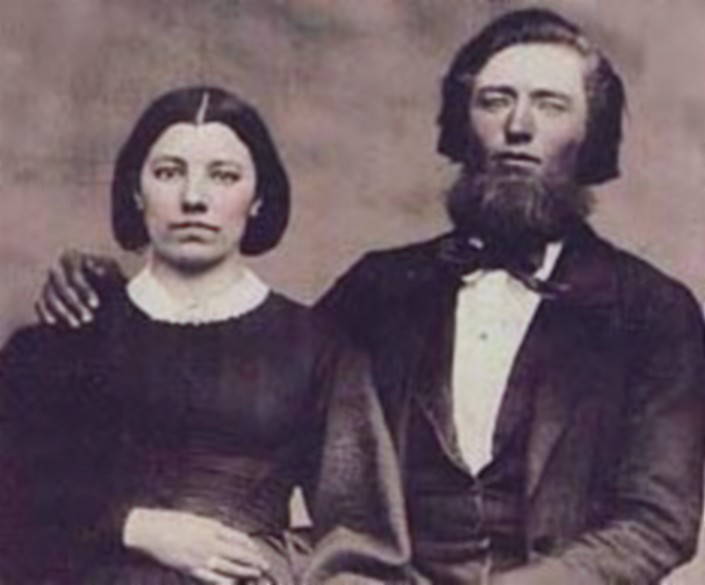
Charles et Caroline Ingalls, les parents de Laura.

## Histoire
La famille Ingalls quitte le Wisconsin en vue de s'installer dans l'Ouest américain, là où les colons sont peu nombreux et le gibier foisonnant.
Le père, Charles, emmène avec lui sa femme Caroline et ses trois filles, Marie, Laura et Carrie, en chariot bâché. Après avoir traversé une rivière en crue, la famille s'installe sur une vaste plaine du Kansas, en plein milieu d'un territoire indien. 
Charles bâtit une maison en bois, seul puis à l'aide de différents colons venus s'installer à proximité : M. Edwards et M. et Mme Scott.
Très vite, la famille voit passer de plus en plus d'Indiens à proximité de la maison. Charles apprend que les autochtones, appuyés par le gouvernement, envisagent de chasser les colons blancs de leurs terres. Ne souhaitant pas entraîner sa famille dans de graves ennuis, il décide de quitter avec elle le territoire et de se réinstaller plus loin, en terre libre. La famille laisse donc la maison derrière elle et repart vers l'inconnu.

## Chapitres
Le tome se compose de vingt-six chapitres.
- Chapitre 1 : vers l’Ouest : Charles Ingalls et sa famille quittent leur maison dans les bois du Wisconsin, région devenue trop fréquentée. Ils partent vers l'Ouest, là où le gibier est plus nombreux et l'herbe drue, en emmenant tous leurs biens dans un chariot bâché. Après avoir traversé le Minnesota, l'Iowa et le Missouri, ils arrivent à un fleuve au milieu du Kansas.

- Chapitre 2 : la traversée de la rivière : le chariot arrive au bord d’une rivière fort haute. Charles y fait tout de même traverser le chariot, en aidant les deux juments à la fin pour ne pas être emporté par le courant. Une fois la rivière passée, Laura s’aperçoit que Jack est resté de l‘autre côté et a disparu. Après de vaines recherches, la famille reprend la route.

- Chapitre 3 : le camp sur la Haute Prairie : la famille s’installe au milieu d’une grande prairie d’herbe fraîche et compte y rester définitivement. Croyant apercevoir un loup dans la nuit, Charles s’apprête à tirer mais il découvre avec surprise que ce n’est autre que Jack, qui les a finalement retrouvés.

- Chapitre 4 : un jour dans la prairie : pendant que Charles est parti chasser, Caroline range le camp, fait la vaisselle, lave et repasse le linge, tandis que Marie et Laura gambadent à travers la prairie.

- Chapitre 5 : la maison dans la prairie : Charles et Caroline s’installent dans la prairie, sur le Territoire indien, et commencent à bâtir la maison avec des rondins de bois. Charles fait la connaissance de M. Edwards, un voisin venu les aider à construire la carcasse de la maison. Ils en profitent pour bâtir une écurie pour les chevaux.

- Chapitre 6 : l’installation : Caroline installe les lits dans la maison pendant que Charles place une bâche sur la charpente en attendant d’y construire un toit.

- Chapitre 7 : la meute de loups : Charles croise une meute de loups en partant explorer la prairie à cheval. La nuit suivante, les loups encerclent la maison mais le père et Jack veillent sur la maison.

- Chapitre 8 : deux portes solides : Charles construit deux portes en bois pour clore l’écurie et la maison, désormais à l’abri des loups et des voleurs.

- Chapitre 9 : un feu dans l’âtre : Laura et Marie accompagnent leur père à la rivière pendant qu’il récupère des galets. Il s’en sert pour construire une cheminée au dos de la maison.

- Chapitre 10 : un toit et un plancher : Charles fabrique des planches, à l’aide desquelles il bâtit un toit et un plancher pour la maison.

- Chapitre 11 : des Indiens dans la maison : pendant que Charles est parti chasser, deux Indiens entrent dans la maison. Caroline leur fait à manger avant qu’ils ne repartent, sans dire mot.

- Chapitre 12 : de l’eau fraîche : aidé de M. Scott, un de ses voisins, Charles creuse un puits profond. M. Scott échappe de peu à une intoxication attrapée au fond du trou.

- Chapitre 13 : les bœufs à longues cornes du Texas : Charles aide des cow-boys à faire traverser la rivière à des bœufs. En échange, on lui donne une vache et un veau.

- Chapitre 14 : le camp indien : le père, accompagné de Laura et Marie, visite un camp indien abandonné. Les fillettes y trouvent des perles avec lesquelles elles font un collier à Carrie.

- Chapitre 15 : la fièvre intermittente : toute la famille attrape la malaria par des moustiques. Heureusement, le docteur Tan passe dans la région et les guérit, accompagné de Mme Scott.

- Chapitre 16 : le feu de cheminée : en l’absence de Charles, Caroline fait un feu qui embrase tout le foyer et une partie du mur de la maison. Heureusement, tous demeurent sains et saufs.

- Chapitre 17 : papa se rend en ville : Charles part acheter des provisions à Independence. Après plus de quatre jours d’absence, il revient avec des carreaux qu’il pose aux fenêtres.

- Chapitre 18 : le grand Indien : un Indien entre dans la maison. Charles lui donne à manger avant qu’il ne reparte. Un jour où le père part pour la chasse, deux autres Indiens entrent à leur tour et volent une partie des provisions.

- Chapitre 19 : M. Edwards rencontre le Père Noël : M. Edwards, de retour d’Independence, rapporte des cadeaux de Noël pour toute la famille. Il raconte aux deux fillettes qu’ils lui ont été donnés par le Père Noël en personne…

- Chapitre 20 : un cri dans la nuit : réveillé par un cri strident, Charles part voir les Scott dans la nuit, pensant que le cri provient de chez eux. Voyant qu’ils dorment, il revient et tombe nez à nez avec un puma..

- Chapitre 21 : la grande réunion des Indiens : de retour d’Independence, Charles raconte à sa femme que les Indiens des environs se réunissent et envisagent de chasser les colons blancs de leurs terres…

- Chapitre 22 : feu de prairie : les Indiens ont mis le feu à la prairie. Heureusement, Charles et Caroline ont creusé un fossé autour de la maison et celle-ci n’est pas brûlée.

- Chapitre 23 : le cri de guerre indien : depuis plusieurs nuits, la prairie retentit de cris de guerre indiens. La famille a peur d’avoir à les affronter..

- Chapitre 24 : les Indiens s’en vont : une longue file d’Indiens passent devant la maison : ils ont finalement décidé de partir.

- Chapitre 25 : les soldats : M. Edwards et M. Scott apprennent à Charles que le gouvernement s’apprête à expulser les colons blancs du Territoire indien. La famille se prépare donc à quitter la maison.

- Chapitre 26 : le départ : le chariot bâché reprend la route : la famille part s’installer loin du territoire indien.

## Personnages
- La famille Ingalls : Charles, Caroline, Marie, Laura, Carrie ;
- M. Edwards ;
- M. et Mme Scott ;
- le docteur Tan
- Les Indiens ;
- Les animaux : le chien Jack, les chevaux Pat et Patty ;

## Reprise par le feuilleton
Ce tome a été intégralement repris dans l'épisode pilote du feuilleton La Petite Maison dans la prairie. Néanmoins, plusieurs différences subsistent entre le roman et la série télévisée.

## Publications
La traduction française a notamment été publiée aux éditions Flammarion.